# Callophrys semipallida
Callophrys semipallida är en fjärilsart som beskrevs av Barragué 1954. Callophrys semipallida ingår i släktet Callophrys och familjen juvelvingar. Inga underarter finns listade i Catalogue of Life.